# Benjamin Urban
Benjamin Urban (25. listopadu 1906 Jakubovice – 3. října 1949 Věznice na Cejlu) byl český stolař a protikomunistický odbojář odsouzený v politickém procesu komunistickým režimem k trestu smrti a v roce 1949 popraven.

## Životopis

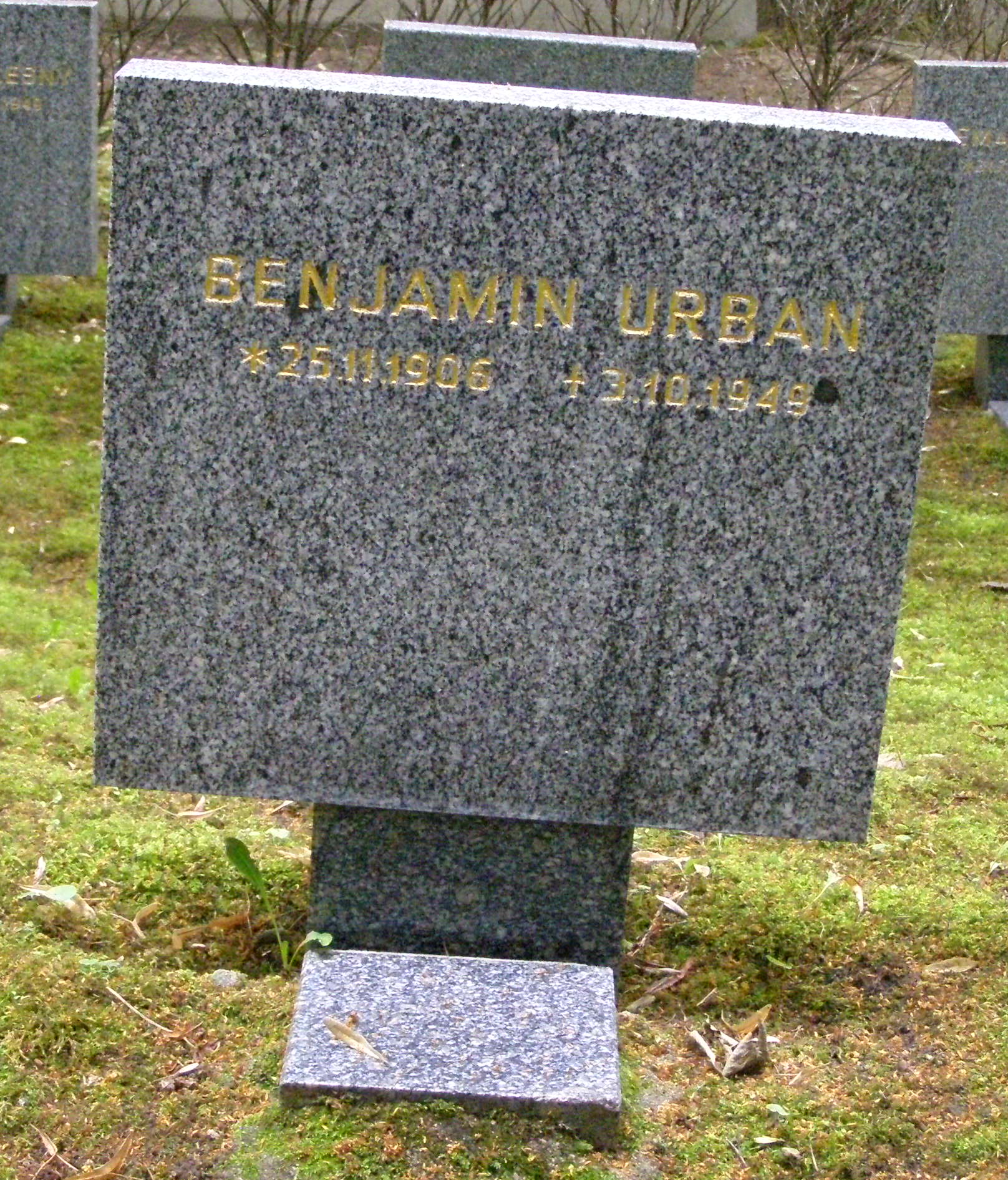
Symbolický hrob na Čestném pohřebišti popravených a umučených z padesátých let (III. odboj) na Ďáblickém hřbitově v Praze

Narodil se v roce 1906 v Jakubovicích otci Benjaminovi, tesařovi, a matce Anně. Měl rovněž dva sourozence, bratra Cyrila a sestru Františku. V mládí se vyučil stolařem a do roku 1943 tuto profesi i vykonával. V roce 1943 byl nuceně odeslán do Düsseldorfu, kde pomáhal odklízet škody po leteckém bombardování. Po návratu z Německa pracoval jako lesní dělník a zapojil se do protinacistického odboje. V srpnu 1945 se přestěhoval do Hrabišína, kde pracoval jako zemědělec. Byl členem sociálnědemokratické strany. Se svou ženou Františkou měl tři děti.

### Po Únoru 1948
Po komunistickém převratu v roce 1948 se zřejmě v únoru 1949 stal členem protikomunistického odboje. V rámci své odbojové činnosti měla skupina například shromažďovat zbraně, páchat krádeže a různá přepadení. V dubnu 1949 byl však zatčen poté, co byla činnost skupiny rozkryta. Po zatčení byl Urban vzat do vazby, kde byl poté mučen a v květnu 1949 obviněn z řady trestných činů. V červnu 1949 byl v politickém procesu za trestné činy velezrady, loupeže, nedokonané vraždy, podvodu, omezování osobní svobody a hanobení republiky odsouzen k trestu smrti a ztrátě občanských práv. V červenci 1949 rozsudek potvrdil po Urbanově odvolání také Nejvyšší soud. Neúspěšná byla rovněž Urbanova žádost o udělení prezidentské milosti. Popraven byl v říjnu 1949 spolu s Janem Sedláčkem. Několik dalších osob bylo v procesu odsouzeno k dlouholetým trestům odnětí svobody včetně dvou doživotních trestů. Po sametové revoluci byl v lednu 1991 rehabilitován v případech trestného činu velezrady a hanobení republiky. V březnu 1994 byl rehabilitován zcela. Symbolicky byl pohřben na Ďáblickém hřbitově v Praze.